# Manželé a manželky
Manželé a manželky (v anglickém originále Husbands and Wives) je americký film z roku 1992, který natočil režisér Woody Allen podle vlastního scénáře. Pojednává o dvou párech, přičemž snímek začíná ve chvíli, kdy jeden z nich oznámí tomu druhému svůj rozchod. Následně zobrazuje jejich oddělené životy, stejně jako životy druhého páru. Kromě Allena ve filmu hlavní role hráli Mia Farrowová, Judy Davisová a Sydney Pollack. Dále se v něm představili například Juliette Lewis, Liam Neeson a Ron Rifkin. Jde o poslední ze třinácti filmů, které Allen natočil ve spolupráci se svou přítelkyní, herečkou Miou Farrowovou. Snímek byl nominován ve dvou kategoriích na Oscara – jednu nominaci získala Judy Davisová za svůj herecký výkon, druhou Allen za scénář.